# ملعب الجيش الرياضي الحربي المركزي
ملعب الجيش الرياضي الحربي المركزي هو ملعب متعدد الاستخدام يقع في طشقند عاصمة أوزبكستان . غالبا ما يتم استخدامه لمباريات كرة القدم . يسع الملعب لجلوس 16 ألف متفرج . يعتبر الملعب الرسمي الذي يخوض فيه نادي بونيودكور مبارياته . تم افتتاحه في سنة 1986 وتم تجديده في سنة 2007 .